# Шон Сайпс
Шон Сайпс (англ. Shaun Sipos; *30 жовтня 1981) — канадський актор. Дістав найбільшу відомість з ролі Девіда Брека в серіалі «Район Мелроуз» 2009 року.

## Кар'єра
Сайпос зіграв велику роль у серіалі «Maybe It's Me», а також з'являвся в серіалах «Таємниці Смолвіля», «Швидка допомога», «C.S.I.: Місце злочину Маямі» і «Чорний пояс». Крім того, актор знявся в таких фільмах, як «Черепи 3», «Пункт призначення 2», «Прокляття 2» і «Пропащі хлопці: Плем'я». Роллю-проривом для Сайпоса став персонаж Девід Брек в серіалі «Район Мелроуз» продовженні однойменного серіалу 1990-х років.
Крім того, актор виконав роль учителя в серіалі «Життя непередбачуване», де почався роман з головною героїнею, школяркою Лакс.

## Фільмографія

### Фільми
| Рік  | Назва                          | В оригіналі                    | Роль            | Примітки |
| ---- | ------------------------------ | ------------------------------ | --------------- | -------- |
| 2003 | Черепи 3                       | The Skulls III                 | Ітан Роулінгс   |          |
| 2003 | Пункт призначення 2            | Final Destination 2            | Френкі          |          |
| 2004 | Супердітки: Вундеркіди 2       | Superbabies: Baby Geniuses 2   | Брендон         |          |
| 2006 | Поза грою                      | Comeback Season                | Скайлар Екерман |          |
| 2006 | Прокляття 2                    | The Grudge 2                   | Майкл           |          |
| 2008 | Пропащі хлопці: Плем'я         | Lost Boys: The Tribe           | Кайл            |          |
| 2009 | Стоїк: Вижити за будь-яку ціну | Stoic                          | Мітч Палмер     |          |
| 2009 | Крива Землі                    | Curve Of Earth                 | Вейд            |          |
| 2009 | Забутий сон                    | Lost Dream                     | Джованні        |          |
| 2009 | Шаленство                      | Rampage                        | Еван Дрінс      |          |
| 2010 | Вхід у невідомість             | Enter Nowhere                  | Ганс            |          |
| 2010 | Бентежність                    | Disturbed                      | Джек            |          |
| 2011 | Провінціалка                   | Hick                           | Блейн           |          |
| 2013 | Техаська різня бензопилою 3D   | The Texas Chainsaw Massacre 3D | Дерріл          | [ 2 ]    |
| 2021 | Нічні рейдери                  | Night Raiders                  |                 |          |

### Телебачення
| Рік          | Назва                 | В оригіналі                    | Роль         | Примітки                                |
| ------------ | --------------------- | ------------------------------ | ------------ | --------------------------------------- |
| 2001         | Мисливці на нечисть   | Special Unit 2                 | Підліток     | Епізод «The Wall»                       |
| 2001         | Может, это я          | Maybe It's Me                  | Ник Гибсон   | 9 епізод                                |
| 2003         | Таємниці Смолвіля     | Smallville                     | Хлопець Хлої | Епізод «Rush»                           |
| 2003         | Чорний пояс           | Black Sash                     | Джуліан      | Епізоди «Date Night» і «Primal Suspect» |
| 2004-2005    | Справжні дикуни       | Complete Savages               | Джек Севадж  | 19 епізодів                             |
| 2005         | CSI: Маямі            | CSI: Miami                     | Гейб Геммонд | Епізод «Urban Hellraisers»              |
| 2007         | Швидка допомога       | ER                             | Нік          | Епізод «Crisis Of Conscience»           |
| 2007         | Акула                 | Shark                          | Тревор Бойд  | 7 епізодів                              |
| 2009         | Саутленд              | Southland                      | Двейн        | Епізод «Unknown Trouble»                |
| 2009-2010    | Район Мелроуз         | Melrose Place                  | David Breck  | 18 епізодів                             |
| 2010         | C.S.I.: Місце злочину | CSI: Crime Scene Investigation | Деніел Пейдр | Епізод «Take My Life, Please!»          |
| 2010         | Життя непередбачуване | Life Unexpected                | Ерік Деніелз | Постійний персонаж                      |
| 2013-дотепер | Щоденники вампіра     | The Vampire Diaries            | Аарон        |                                         |

## Виноски
1. ↑  Shaun Sipos Headed to Life Unexpected. TVGuide.com. Архів оригіналу за 27 серпня 2012. Процитовано 29 листопада 2013.
2. ↑  Lionsgate releases official Press Release for Texas Chainsaw Massacre 3-D. Shocktillyoudrop.com. 19 липня 2011. Архів оригіналу за 27 серпня 2012. Процитовано July 19th, 2011.